# Renealmia africana
Renealmia africana är en enhjärtbladig växtart som beskrevs av George Bentham. Renealmia africana ingår i släktet Renealmia och familjen Zingiberaceae. Inga underarter finns listade i Catalogue of Life.